# Gaugeboson
En gaugeboson är en boson som förmedlar en av de fyra fundamentala krafterna. Alla elementarpartiklar som följer gaugeteori interagerar med varandra genom utbyte av gauge bosoner, ofta virtuella partiklar.
Det finns fyra bosoner som brukar kallas gaugebosoner; fotonen som förmedlar elektromagnetismen, W- och Z- bosonerna som förmedlar den svaga kärnkraften och gluonen som förmedlar den starka kärnkraften.